# Тимошко Ганна Миколаївна
Тимошко Ганна Миколаївна (нар. 9 червня 1949 с. Козероги Чернігівської області) — український педагог, доктор педагогічних наук, професор, відмінник освіти України, Білорусі, Росії, заслужений працівник народної освіти України.

## Життєпис
Народилася 9 червня 1949 року в с. Козероги Чернігівського району Чернігівської області.
У 1973 році закінчила факультет педагогіки і методики початкового навчання, у 1983 році — історичний факультет Чернігівського державного педагогічного інституту ім. Т.Г. Шевченка. У 1996 році здобула освіту в Чернігівському обласному інституті підвищення кваліфікації та перепідготовки працівників освіти за спеціальністю «психологія, практична психологія».
З 1968 року працює в галузі освіти. Педагогічна робота Г. М. Тимошко включає всі основні ланки системи педагогічної освіти: вихователя дошкільного закладу, учителя початкових класів, учителя історії, заступника директора школи з виховної роботи та з навчально-виховної роботи. З 1990 року Г. М. Тимошко — заступник начальника, з 1993 по 2004 рік голова управління освіти і науки Чернігівської обласної державної адміністрації.
Наукову діяльність почала в Чернігівському обласному інституті післядипломної педагогічної освіти, де у 1996 році отримала вчене звання доцента, а в 2004 році працювала на посаді першого проректора даного закладу. З 2004-2006 роки була старшим науковим співробітником лабораторії управління закладами освіти Інституту педагогіки АПН України, радником голови Чернігівської обласної державної адміністрації.
Г. М. Тимошко поєднує наукову роботу в Інституті педагогіки НАПН України з роботою на посаді професора Чернігівського національного педагогічного університету ім. Т. Г. Шевченка.

## Громадська діяльність
З 2002 по 2006 рік обиралася головою постійної комісії Чернігівської обласної ради з питань гуманітарної сфери, освіти та науки.

## Науковий вклад
Автор 29 наукових публікацій з проблем підготовки керівника сучасного навчального закладу до ефективної управлінської діяльності та освітнього менеджменту.

## Нагороди
- орден княгині Ольги ІІІ ступеня

- медаль «За трудову доблесть»

- нагороджена нагрудним знаком МОН України «Відмінник освіти України", Білорусії, Росії

- Заслужений працівник народної освіти України[2].